# Шкуматово (Бурынский район)
Шкуматово (укр. Шкуматове) — село,
Хустянковский сельский совет,
Бурынский район,
Сумская область,
Украина.
Код КОАТУУ — 5920987904. Население по переписи 2001 года составляло 36 человек .

## Географическое положение
Село Шкуматово находится на расстоянии до 3-х км от сёл Малиев, Хустянка, Яровое и Смелое (Роменский район).
По селу протекает пересыхающий ручей с запрудой.
Рядом проходит автомобильная дорога Т-1916.